# (943) Begonia
(943) Begonia ist ein Asteroid des Hauptgürtels, der am 20. Oktober 1920 von dem deutschen Astronomen K. Reinmuth in Heidelberg entdeckt wurde.
Der Asteroid ist nach der wissenschaftlichen Bezeichnung der Pflanzengattung der Begonien benannt.